# تشاد فاغنر
تشاد فاغنر هو لاعب هوكي الجليد كندي، ولد في 12 نوفمبر 1974 في كالغاري في كندا.

## وصلات خارجية
- تشاد فاغنر على موقع دوري الهوكي الوطني (الإنجليزية)
- تشاد فاغنر على موقع EliteProspects.com (الإنجليزية)
- تشاد فاغنر على موقع HockeyDB.com (الإنجليزية)